# VI округ Парижа
VI округ Парижа (фр. 6e arrondissement de Paris или фр. Arrondissement du Luxembourg) — один из 20 муниципальных округов Парижа. Назван в честь Люксембургского дворца; в просторечии парижане называют его le sixième («шестой»).

## География
6-й округ находится на левом берегу реки Сена. На востоке он граничит с 5-м округом, на юге — с 14-м, на севере (противоположный берег) — с 1-м, на западе — с 7-м, на юго-западе — с 15-м округом. Часть территории округа занимают исторические районы Латинский квартал и Монпарнас, а также обширный Люксембургский сад. Площадь VI округа составляет 215 га.

## История

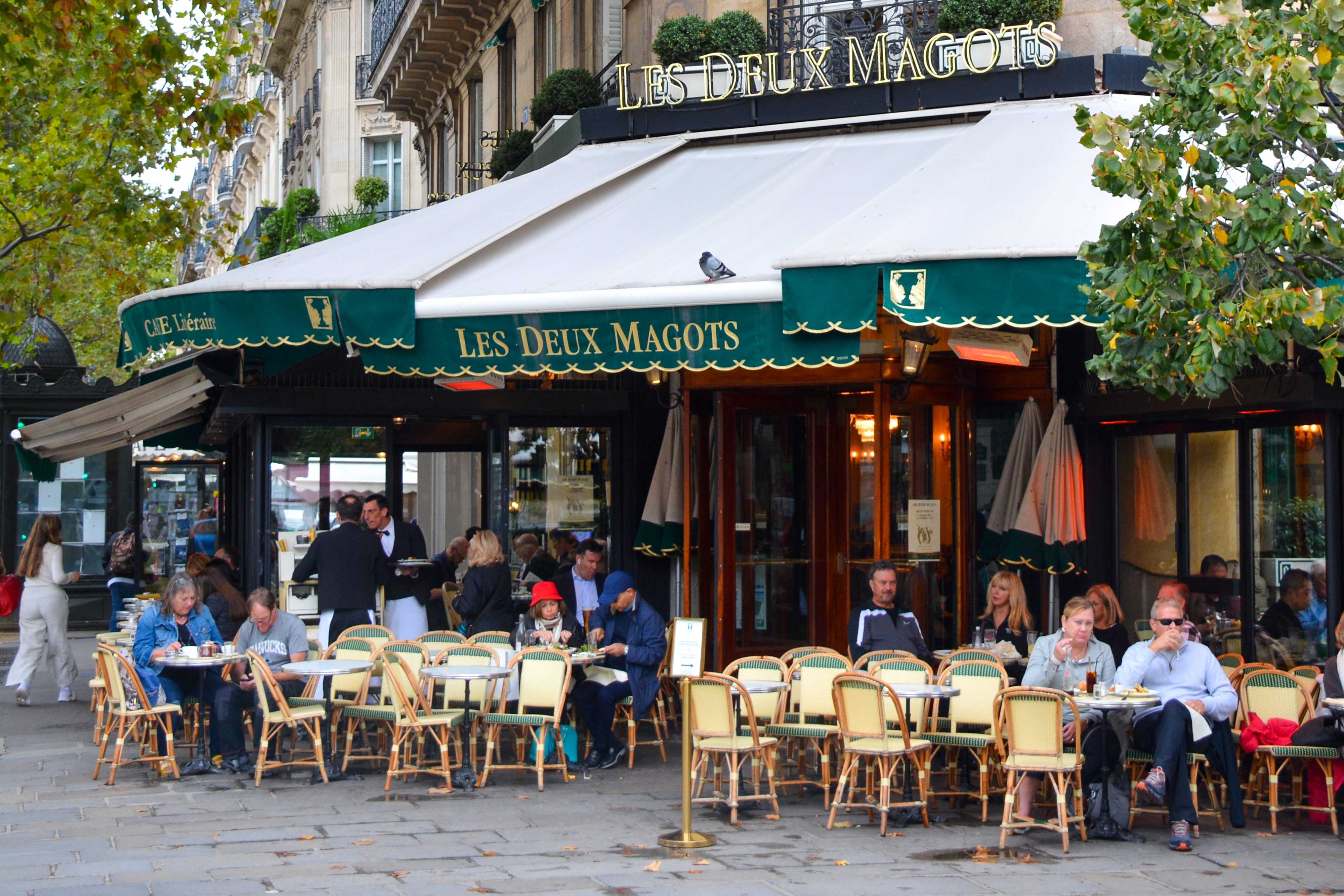
Кафе Дё Маго

В VI веке на левом берегу Сены было основано аббатство Сен-Жермен-де-Пре; с тех пор здешние земли были оплотом католической церкви в Париже. Начиная с XIII века Латинский квартал стал центром католического, а затем и светского образования. 
В начале XVII века королева Мария Медичи купила в этом районе обширное поместье и поручила архитектору Саломону Дебросу превратить его в пышную королевскую резиденцию. Люксембургский дворец и окружающий его парковый ансамбль привлекли в район многих представителей французской знати. После Великой французской революции архитектор Жан-Франсуа Шальгрен перепроектировал дворец под нужны Охранительного сената, а бывший королевский сад был открыт для парижской публики.
В 1661—1668 годах на набережной Сены на деньги кардинала Мазарини был построен коллеж Четырёх Наций. Во время революции учреждение было закрыто, в 1805 году по велению императора Наполеона Институт Франции покинул Лувр и занял помещения бывшего коллежа. 
В Прекрасную эпоху, межвоенный период и после Второй мировой войны в VI округе среди парижской интеллектуальной богемы процветала «культура кафе»: в здешних заведениях «Кафе де Флор», «Дё Маго», «Клозери де Лила», «Липп», «La Palette» и «Polidor» собирались философы, писатели, критики, художники, музыканты и режиссёры Гийом Аполлинер, Поль Сезанн, Марсель Пруст, Жан Жорес, Жан-Поль Сартр, Симона де Бовуар, Гертруда Стайн, Андре Бретон, Альбер Камю, Андре Жид, Антуан де Сент-Экзюпери, Поль Валери, Франсуаза Саган, Поль Элюар, Борис Виан, Джеймс Джойс, Эрнест Хемингуэй, Жорж Брак, Пабло Пикассо, Эжен Ионеско, Рене Клер и Колюш. Эти встречи оказали большое влияние на развитие авангардизма, модернизма, сюрреализма, экзистенциализма, абсурдизма, кубизма и феминизма. Другими центрами культуры округа были «Коллеж патафизики» и книжное издательство «Грассе».

## Население

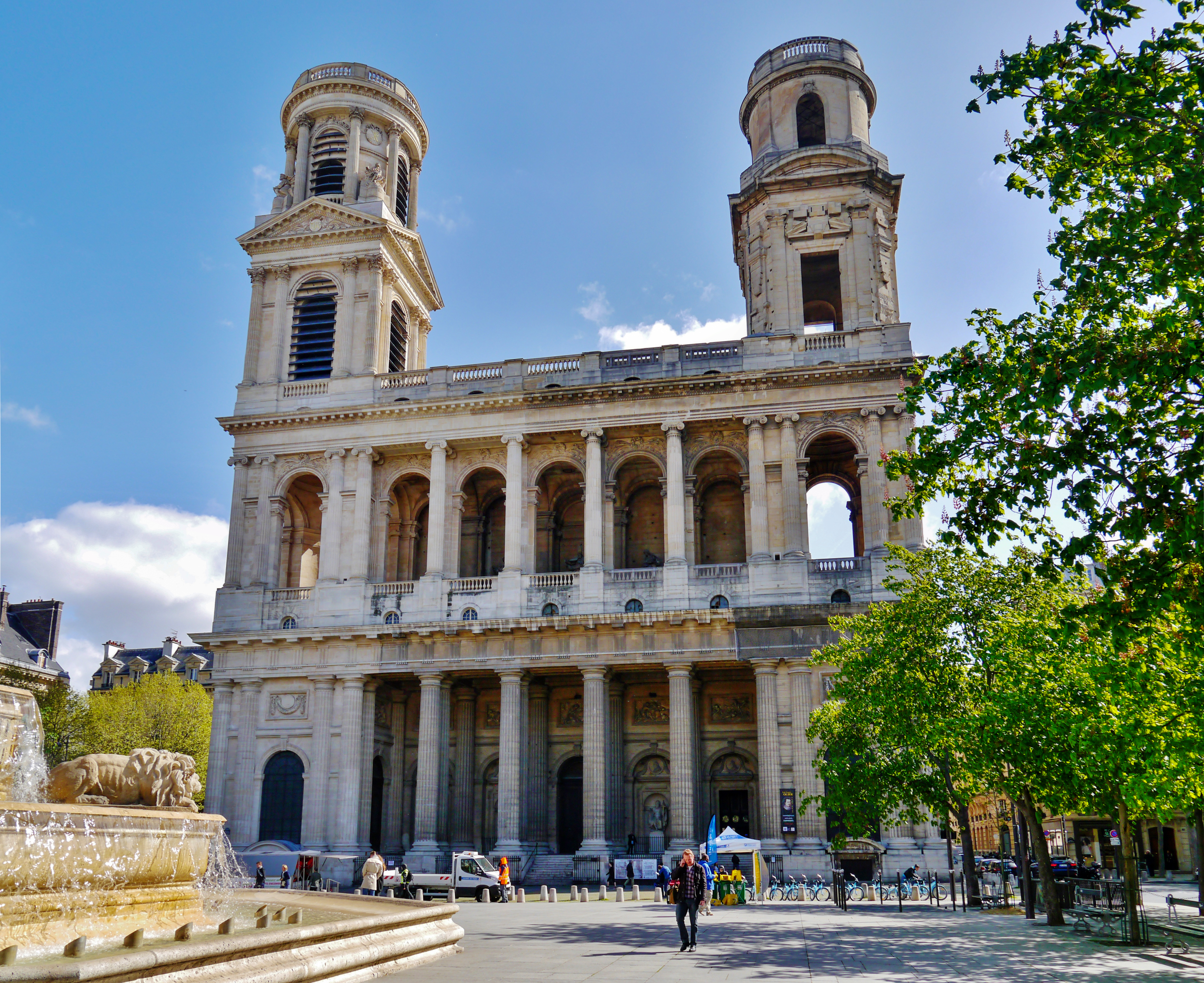
Церковь Сен-Сюльпис

В 2005 году в 6-м округе проживали 45 800 человек при плотности 21 303 чел/км². Таким образом, здесь проживало 2,1 % парижского населения.
В 2021 году численность населения округа составила 40 209 человек, плотность — 18 667 чел/км².
| Год  | Население | Плотность населения (чел/км²) |
| ---- | --------- | ----------------------------- |
| 1872 | 90 288    | 41 994                        |
| 1911 | 102 993   | 47 815                        |
| 1954 | 88 200    | 41 023                        |
| 1962 | 80 262    | 37 262                        |
| 1968 | 70 891    | 32 911                        |
| 1975 | 56 331    | 26 152                        |
| 1982 | 48 905    | 22 704                        |
| 1990 | 47 891    | 22 234                        |
| 1999 | 44 919    | 20 854                        |

## Административное деление
В состав 6-го округа входят следующие кварталы:
- № 21 Моне[фр.] (Quartier de la Monnaie)
- № 22 Одеон[фр.] (Quartier de l’Odéon)
- № 23 Нотр-Дам-де-Шан[фр.] (Quartier Notre-Dame-des-Champs)
- № 24 Сен-Жерме́н-де-Пре (Quartier Saint-Germain-des-Prés)

## Органы местного управления

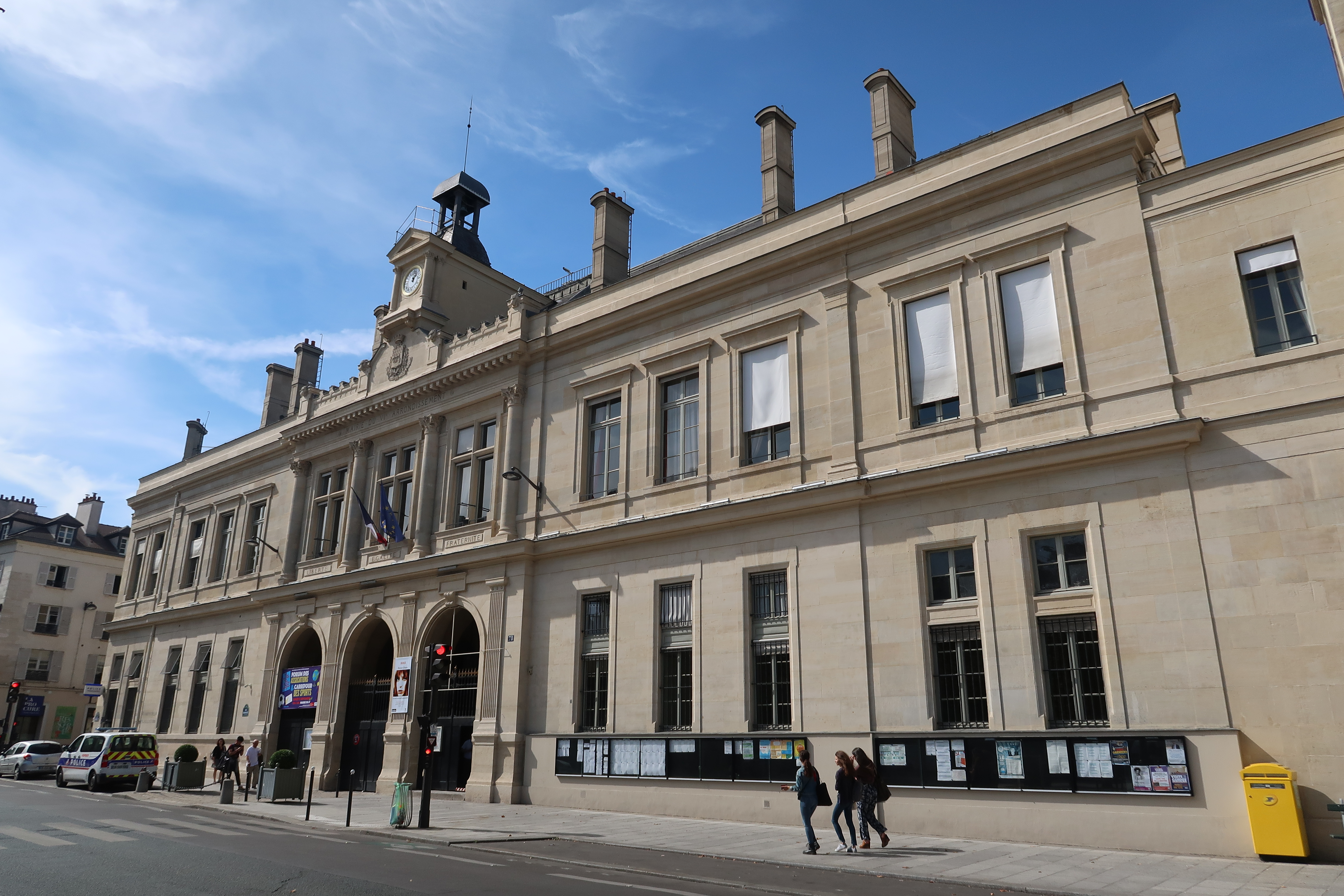
Мэрия VI округа

В апреле 2014 года мэром округа в пятый раз был избран представитель консервативной партии Союз за народное движение Жан-Пьер Леко́к (Jean-Pierre Lecoq).
- Адрес мэрии: 78, улица Бонапарта[фр.].

## Государственные и дипломатические учреждения
В Люксембургском дворце заседает Сенат Франции (верхняя палата парламента); в бывшей семинарии Сен-Сюльпис, которая выходит на площадь Сен-Сюльпис, базируется Главное управление государственных финансов. Кроме того, в округе находится посольство Мали во Франции.

## Экономика и транспорт

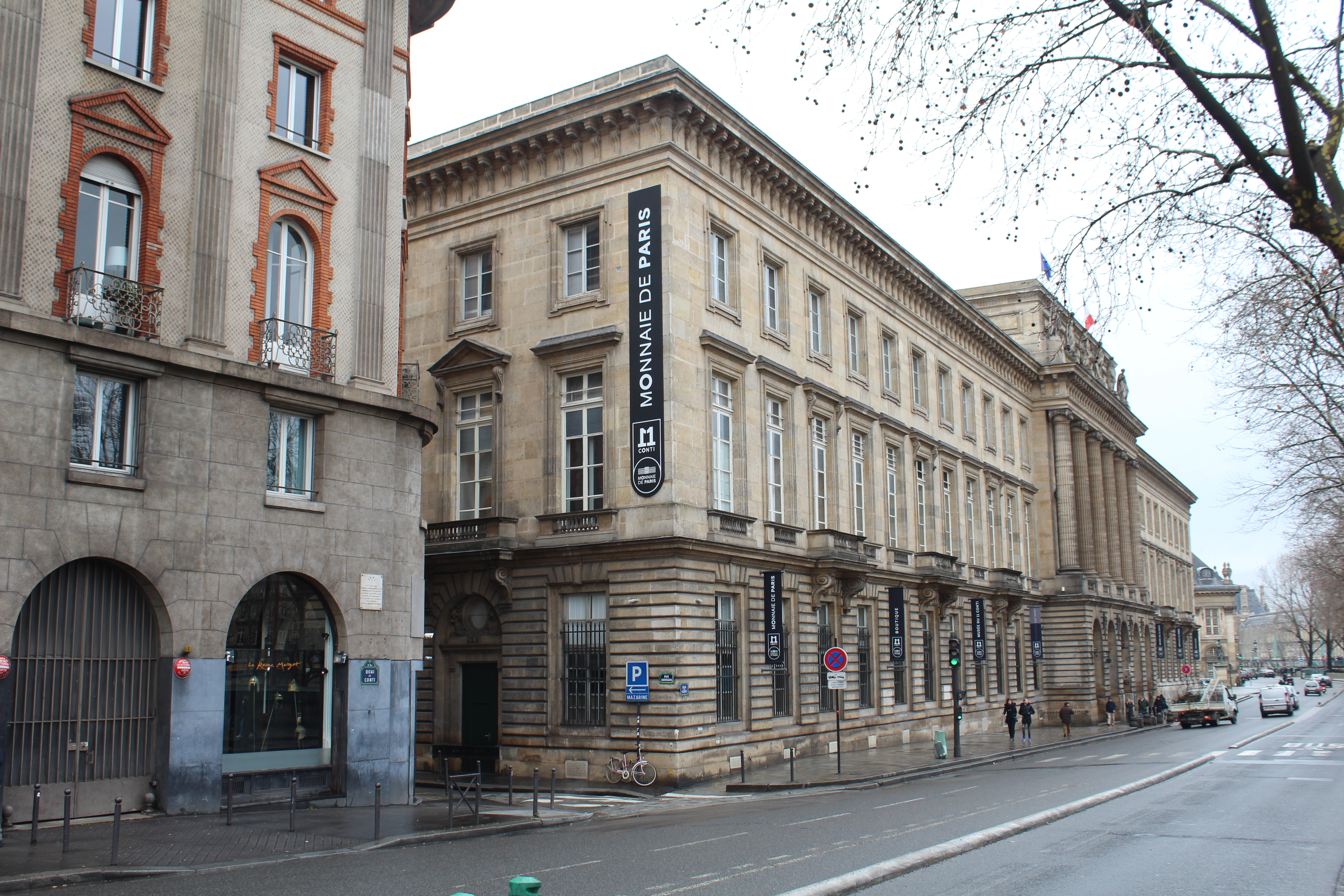
Парижский монетный двор

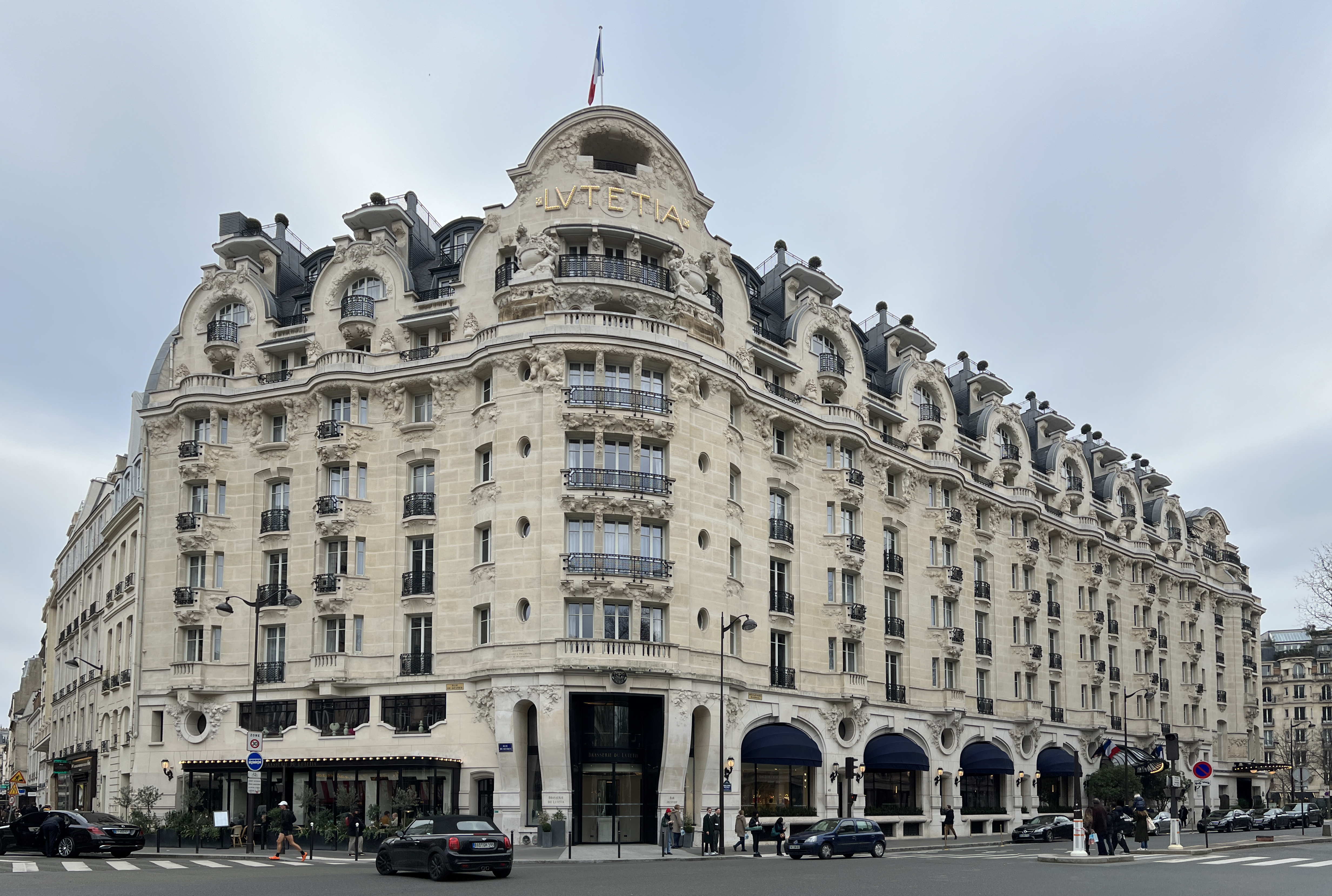
Отель «Лютеция»

В округе преобладает сфера услуг, в том числе розничная торговля, общественное питание, туризм, транспортные, медицинские, деловые и финансовые услуги (включая юридические, консалтинговые, бухгалтерские, дизайнерские и образовательные услуги). В округе базируются Почтовый банк, Парижский монетный двор, производитель медалей и ювелирных украшений Arthus Bertrand, дом моды Carven, книжные издательства Groupe Flammarion, Éditions Grasset, Calmann-Lévy, Les Belles Lettres, Éditions Thierry Magnier, Éditions des Femmes и Les Nouveaux Éditeurs, сеть книжных магазинов La Procure, маркетинговая компания Linkeo Paris. 
В округе расположены такие престижные отели как Hôtel Lutetia, L'Hôtel, Hôtel Bel Ami, Relais Christine, Villa-des-Prés, Citadines Saint-Germain-des-Prés, Da Vinci Hotel & Spa, La Villa Saint-Germain-des-Pres, Millesime, Hôtel Dame des Arts, Relais Hôtel du Vieux Paris, Hôtel Récamier, Hôtel Luxembourg Parc, Bonsoir Madame, La Villa Madame, Louison, Victoria Palace, Hôtel Le Six, Hôtel des Grands Voyageurs и Saint-André des Arts.
VI округ является историческим районом парижской интеллигенции; здесь много кафе, ресторанов, баров, клубов, картинных галерей, галерей гравюр, рисунков и фотографий, магазинов модной одежды, обуви, косметики, парфюмерии, ювелирных украшений, часов и антиквариата, книжных и музыкальных магазинов (среди самых известных заведений — галерея Поля Пруте, галерея Саго — Ле Гаррека и галерея La Hune). В округе одна из самых дорогих недвижимостей столицы и один из самых высоких средних доходов населения. VI округ является частью так называемого Paris Ouest — богатого пояса, куда, помимо него, также входят VII округ, VIII округ, XVI округ и Нёйи-сюр-Сен.

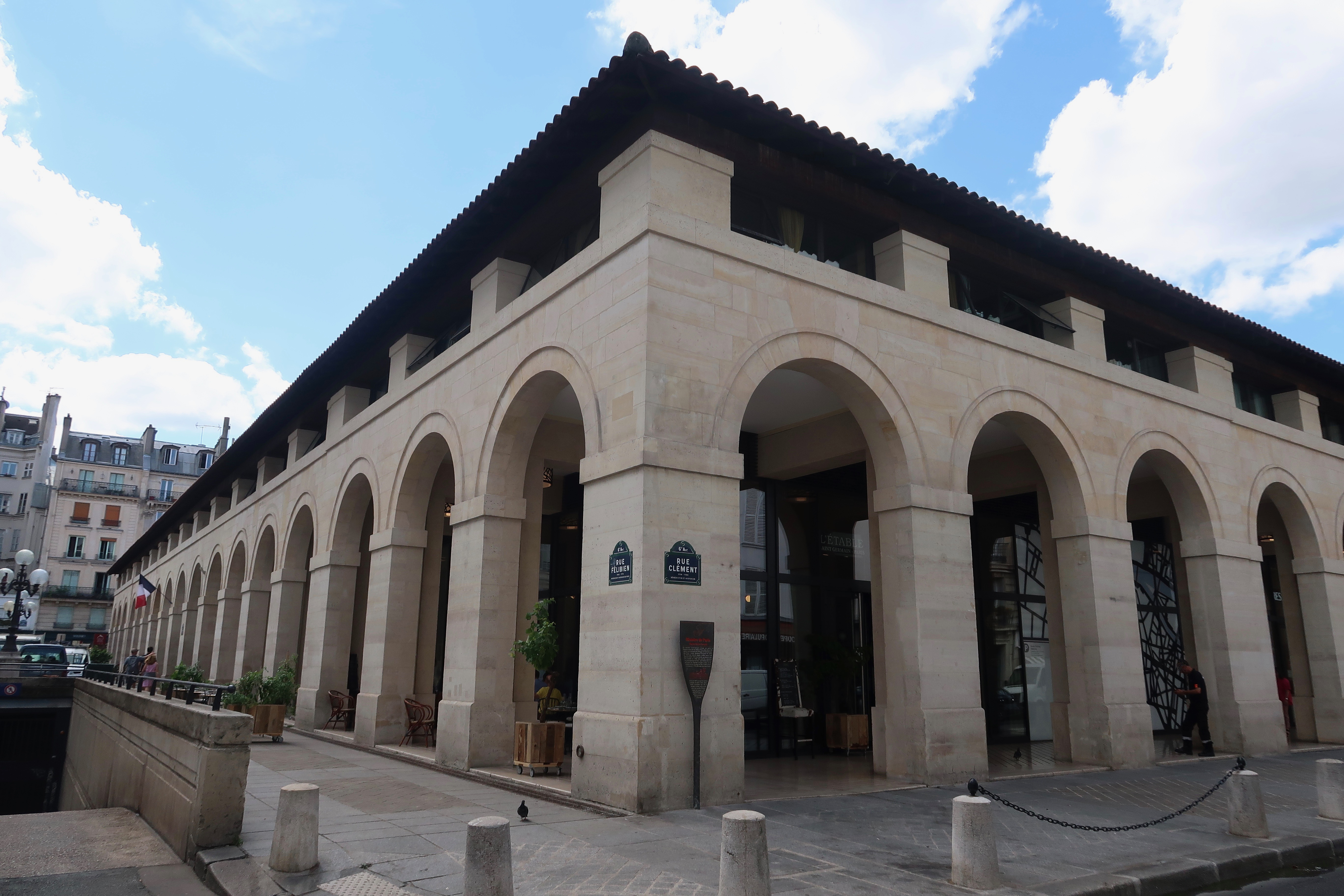
Рынок Сен-Жермен

Между улицами Сены, Жакоб и Бонапарта расположен квартал художественных галерей, антикварных и букинистических магазинов, офисов арт-дилеров и оценщиков; также здесь много модных бутиков дорогой одежды и аксессуаров. На улице Севр в помещении бывшего бассейна Лютеция располагается концептуальный магазин Hermès. Рядом с бульваром Сен-Жермен находится рынок Сен-Жермен. На улице Шерше-Миди базируется Генеалогический архив Андриво — старейшая в мире фирма по поиску наследников.  

### Метрополитен

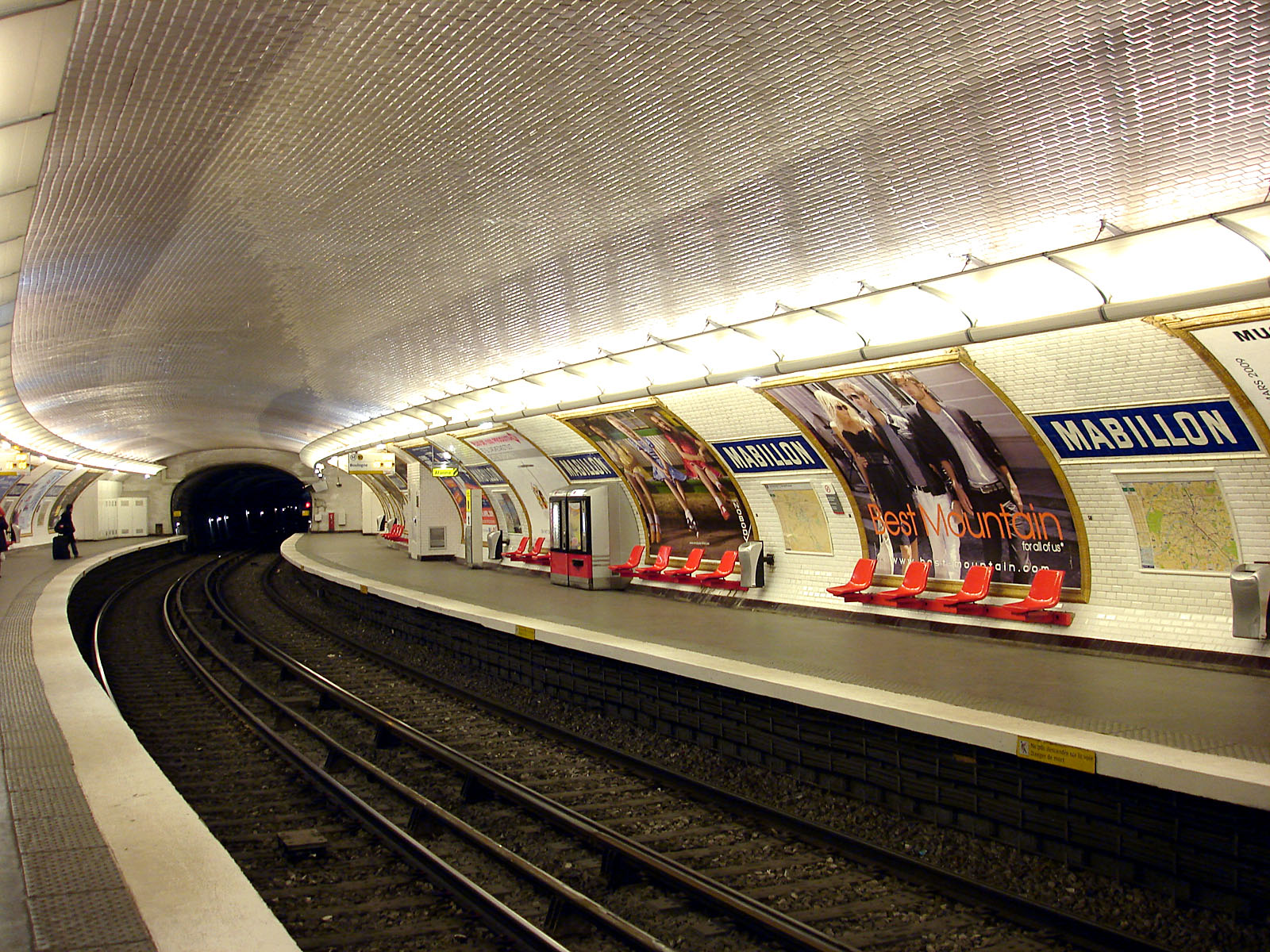
Станция метро Мабильон

VI округ обслуживают следующие линии метрополитена:
- Линия 4
- Линия 6
- Линия 10
- Линия 12
- Линия 13

### RER
Станция Сен-Мишель — Нотр-Дам обслуживает линию B и линию C; станция Люксембург и станция Порт-Рояль — линию B.

### Улицы и площади
- Бульвар Сен-Жермен
- Бульвар Сен-Мишель
- Бульвар Монпарнас
- Бульвар Распай
- Набережная Малаке
- Набережная Конти
- Набережная Гран-Огюстен
- Улица Бонапарта
- Улица Дофина
- Улица Жозефа Бара
- Улица Аббатства
- Улица Ассас
- Площадь Сен-Мишель
- Площадь Сен-Сюльпис
- Площадь Сен-Жермен-де-Пре
- Площадь Одеон
- Площадь Акади

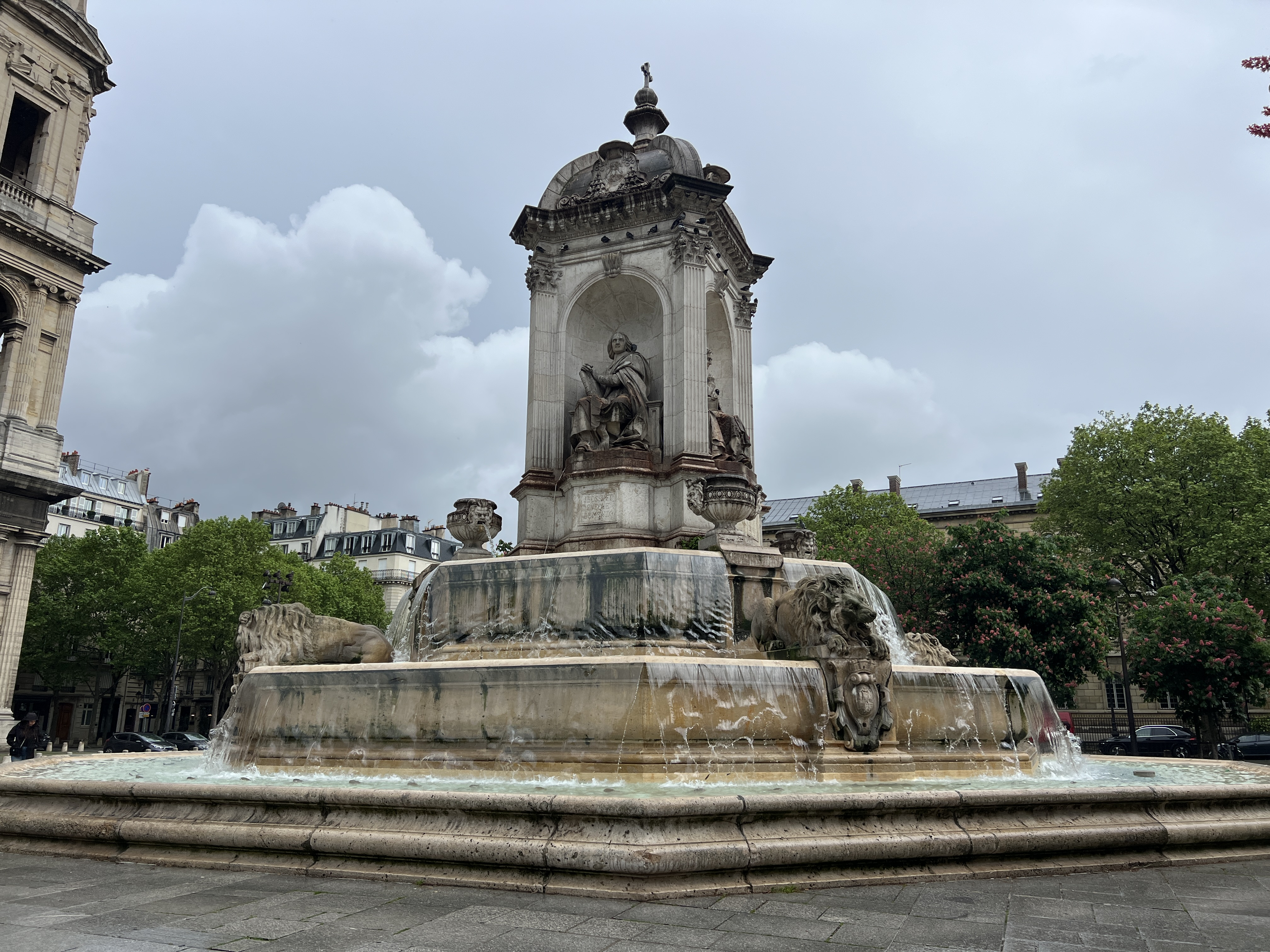
Фонтан на площади Сен-Сюльпис

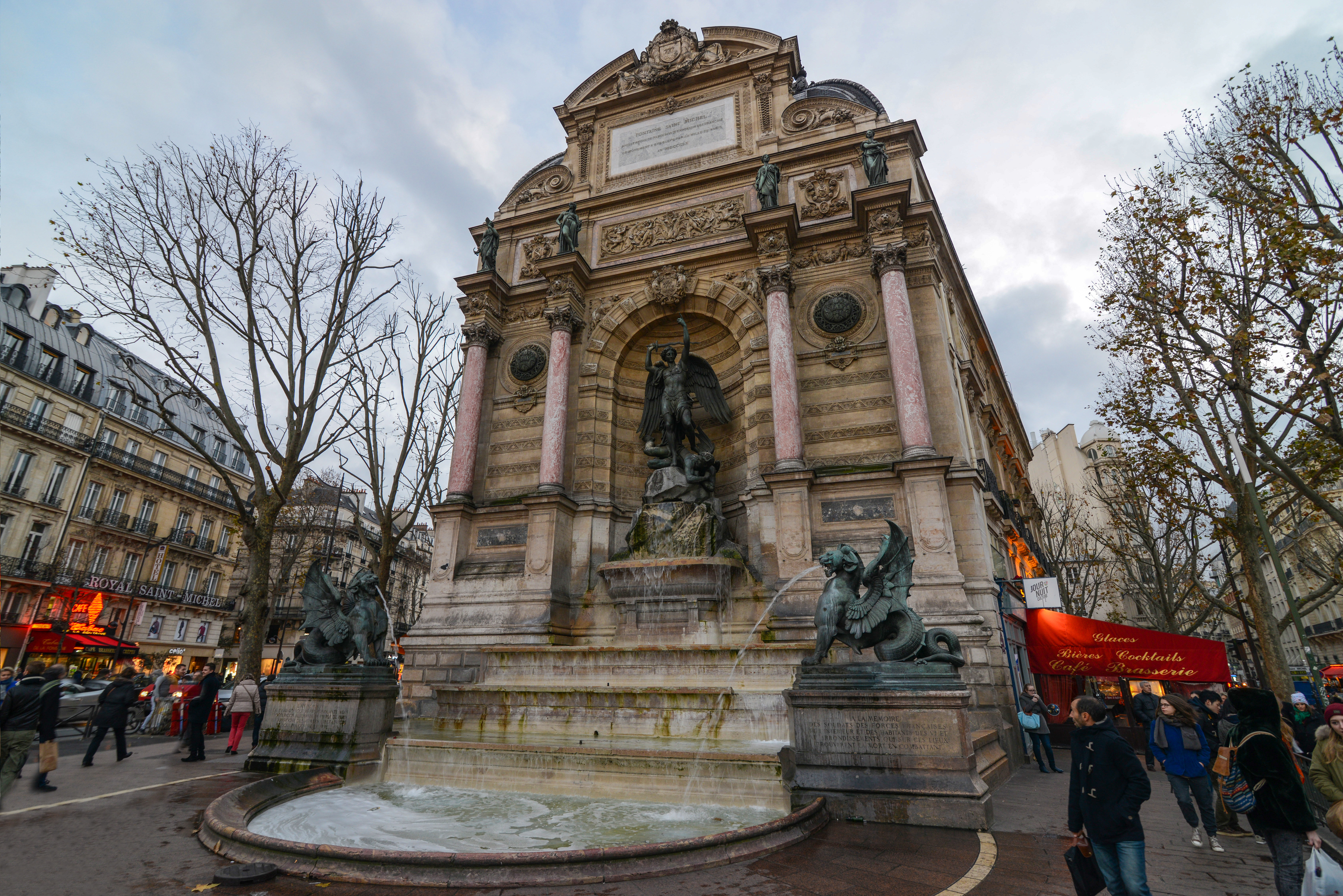
Фонтан на площади Сен-Мишель

В округе имеется широкая сеть автобусных маршрутов, обслуживаемых операторами RATP bus и Noctilien.

## Культура

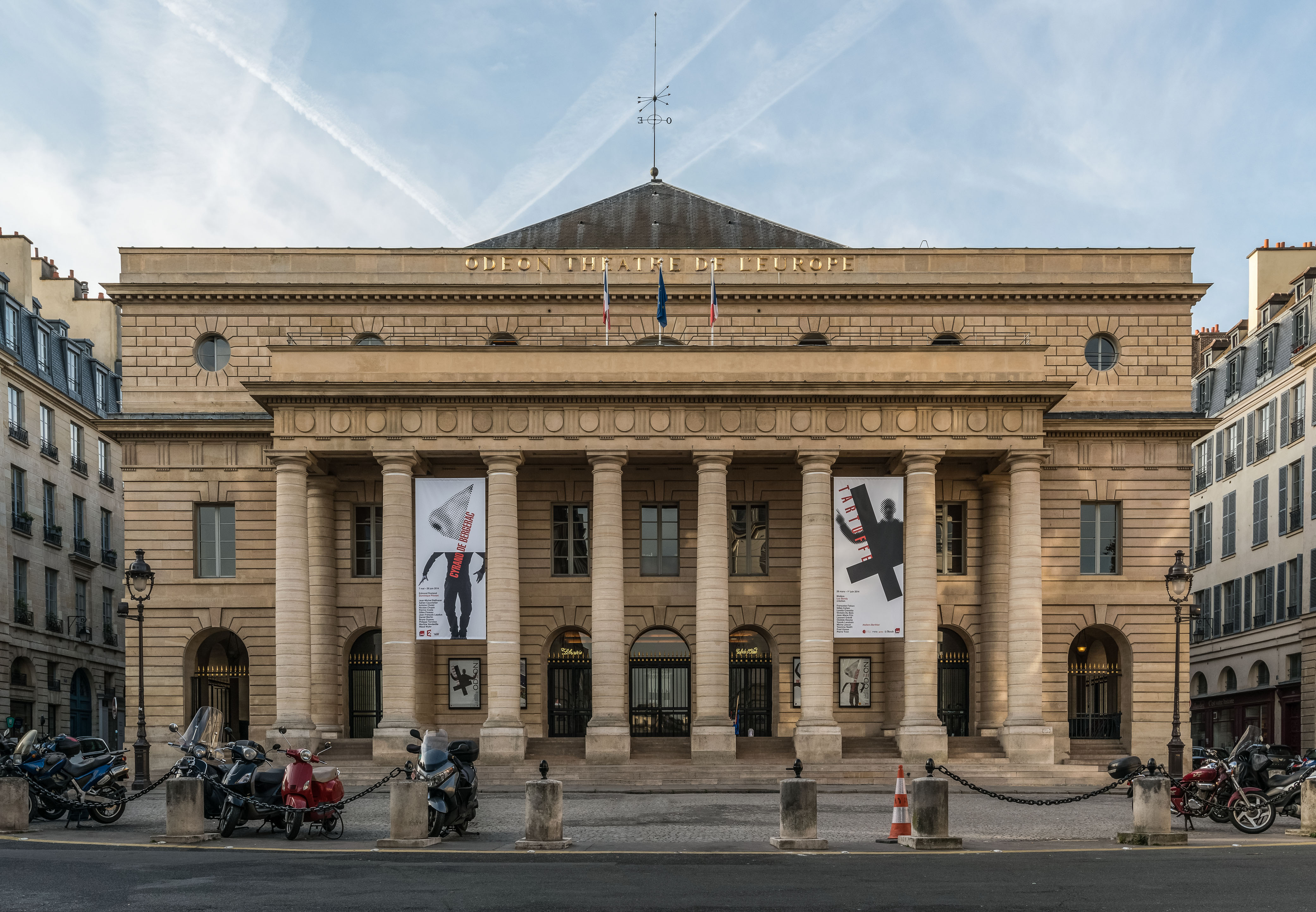
Театр Одеон

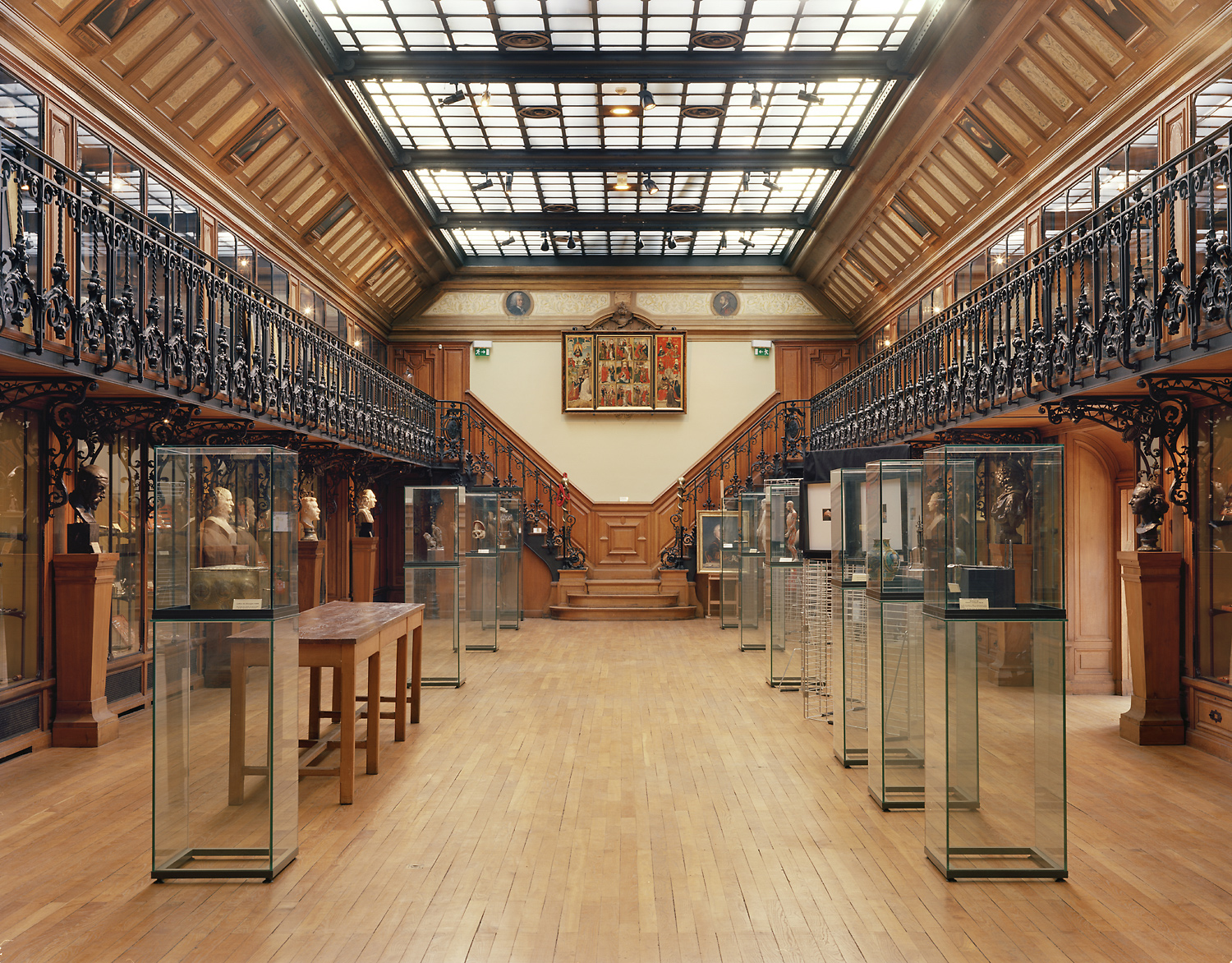
Музей истории медицины

В VI округе расположено несколько знаменитых музеев, библиотек и театров Парижа:
- Музей Парижского монетного двора
- Минералогический музей
- Музей истории медицины[фр.]
- Музей Эжена Делакруа
- Музей Эрнста Эбера
- Музей Осипа Цадкина[фр.]
- Музей Огюста Конта[фр.]
- Музей Анри Муассана[фр.]
- Музей Эдуарда Бранли[англ.]
- Люксембургский музей
- Лингвистический музей Mundolingua[фр.]
- Музей Библии и Святой Земли[фр.]
- Библиотека Института Франции[фр.]
- Библиотека Мазарини
- Библиотека Сената[фр.]
- Библиотека Сен-Жермен-де-Пре[фр.]
- Межвузовская библиотека по здравоохранению[фр.]
- Театр Одеон
- Театр Вьё Коломбье
- Театр Пош-Монпарнас[фр.]
- Культурный центр Люсернер[фр.]
- Альянс Франсез
- Общество французских поэтов[фр.]

Также в округе проводится популярный Джазовый фестиваль Сен-Жермен-де-Пре.

## Образование и наука

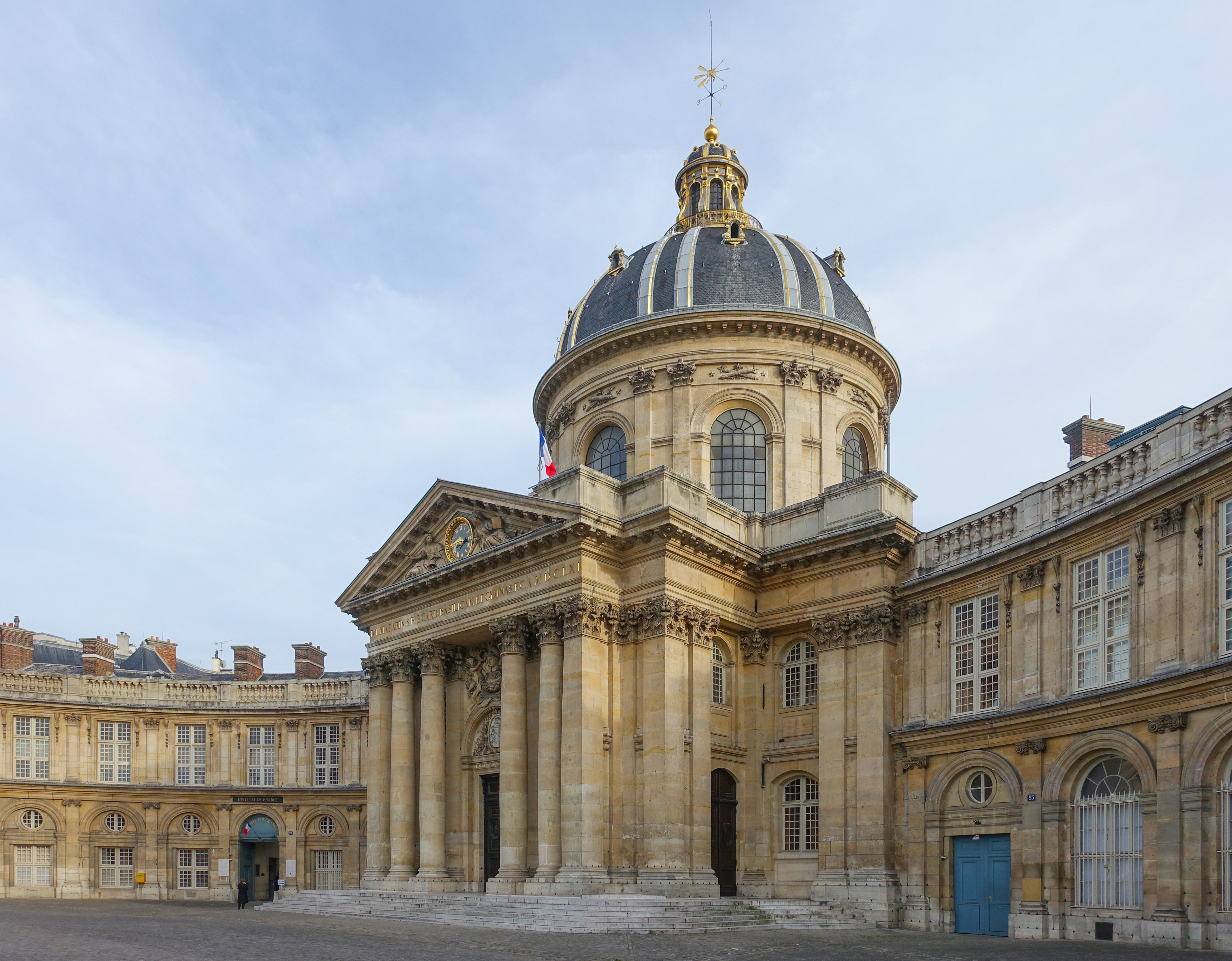
Институт Франции

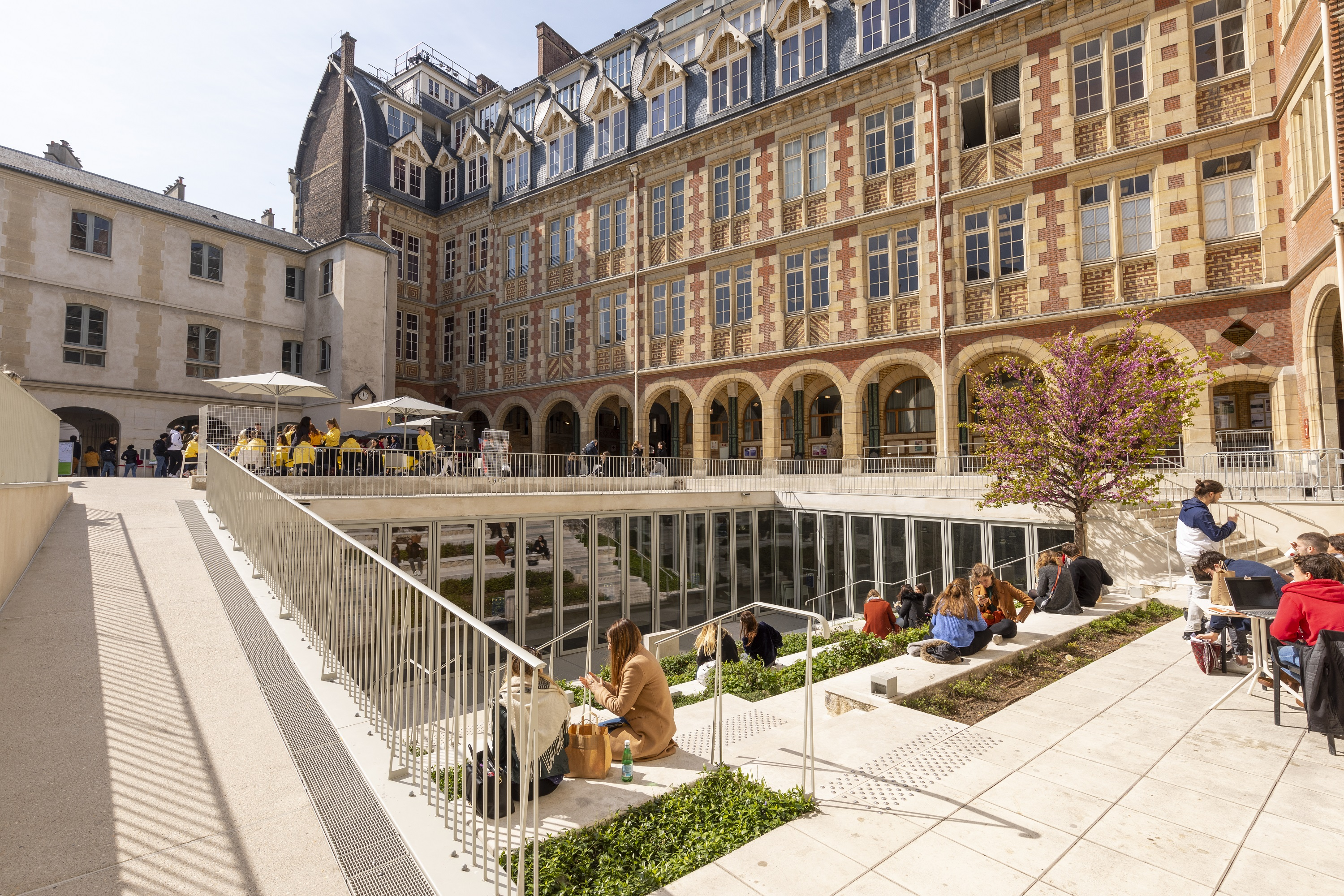
Парижский католический институт

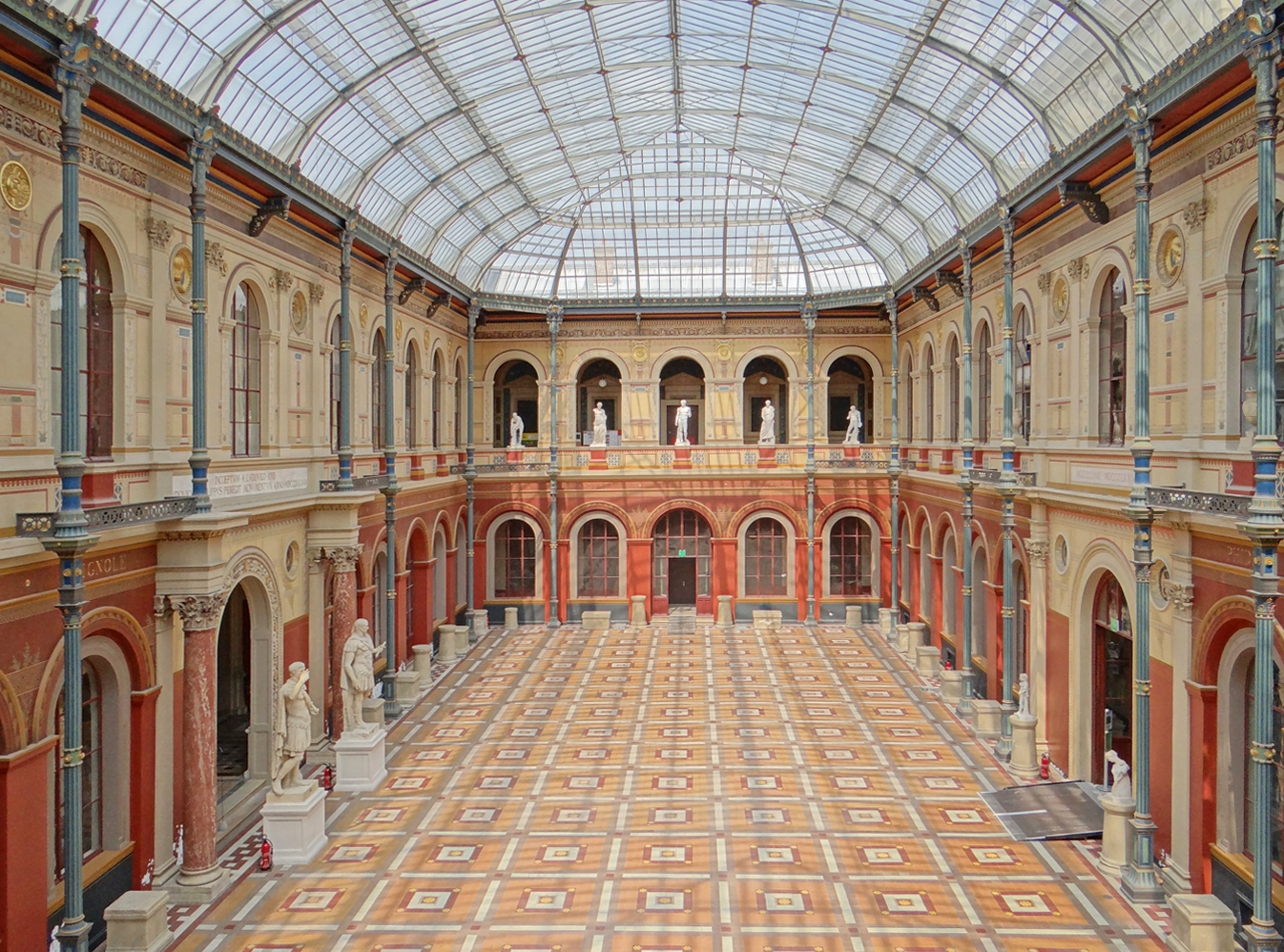
Стеклянный двор Школы изящных искусств

В округе базируются важнейшие государственные органы, занятые организацией и регулированием научной и образовательной деятельности — Институт Франции (включая Французскую академию, Французскую академия наук, Академию изящных искусств, Академию надписей и изящной словесности, Академию моральных и политических наук), а также Парижская медицинская академия.
- Коллеж Станислава
- Лицей Фенелона
- Лицей Монтеня[фр.]
- Лицей Сен-Луи[фр.]
- Лицей Сен-Николя[фр.]
- Лицей Каркадо-Сессеваль[фр.]
- Институт Сент-Женевьев[фр.]
- Эльзасская школа[фр.]
- Частный институт подготовки к высшему образованию[фр.] (Ipesup)
- Университет Пантеон-Ассас
- Университет Париж-Сите[фр.]
  - Фармацевтический факультет университета Париж-Сите[фр.]
- Институт искусства и археологии[фр.] университета Пантеон-Сорбонна
- Горная школа Парижа
- Высшая школа социальных наук
- Парижский католический институт
  - Кармелитская семинария[фр.]
- Высшая национальная школа изящных искусств
- Художественная академия Гранд-Шомьер
- Парижский кампус Колумбийского университета
- Американская аспирантура в Париже[англ.]
- Институт славистики[фр.]

## Достопримечательности

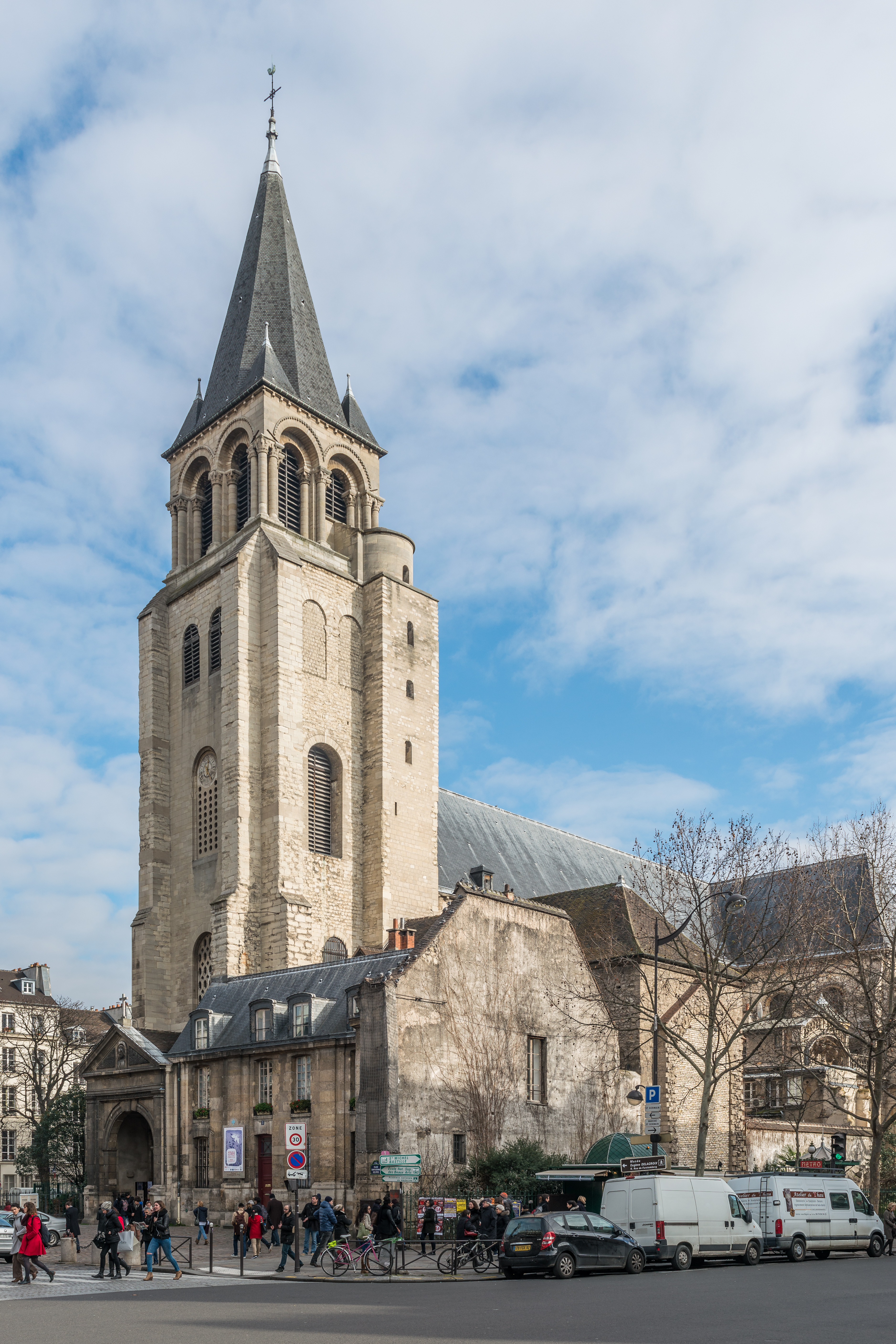
Колокольня монастыря Сен-Жермен-де-Пре

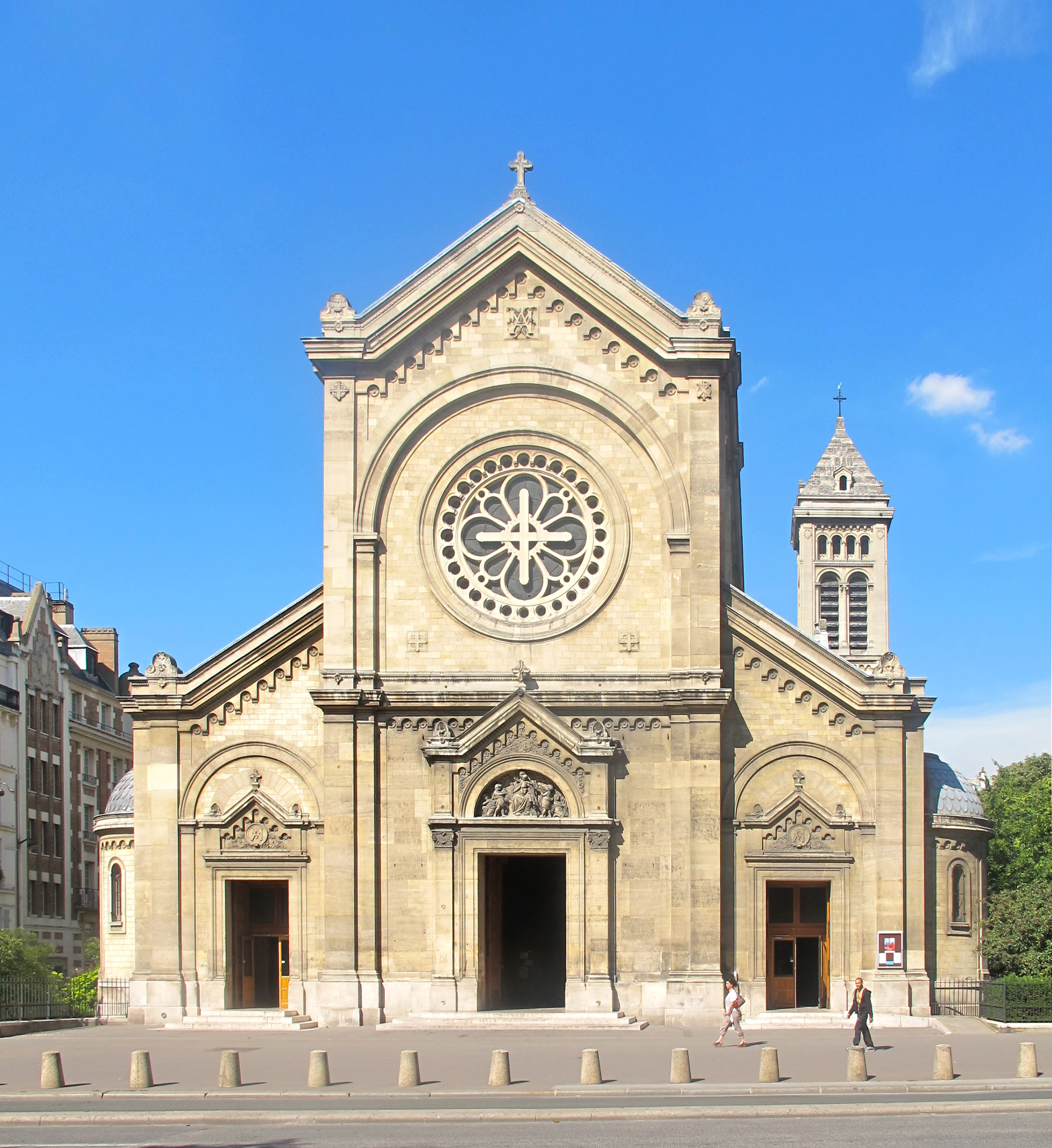
Церковь Нотр-Дам-де-Шан

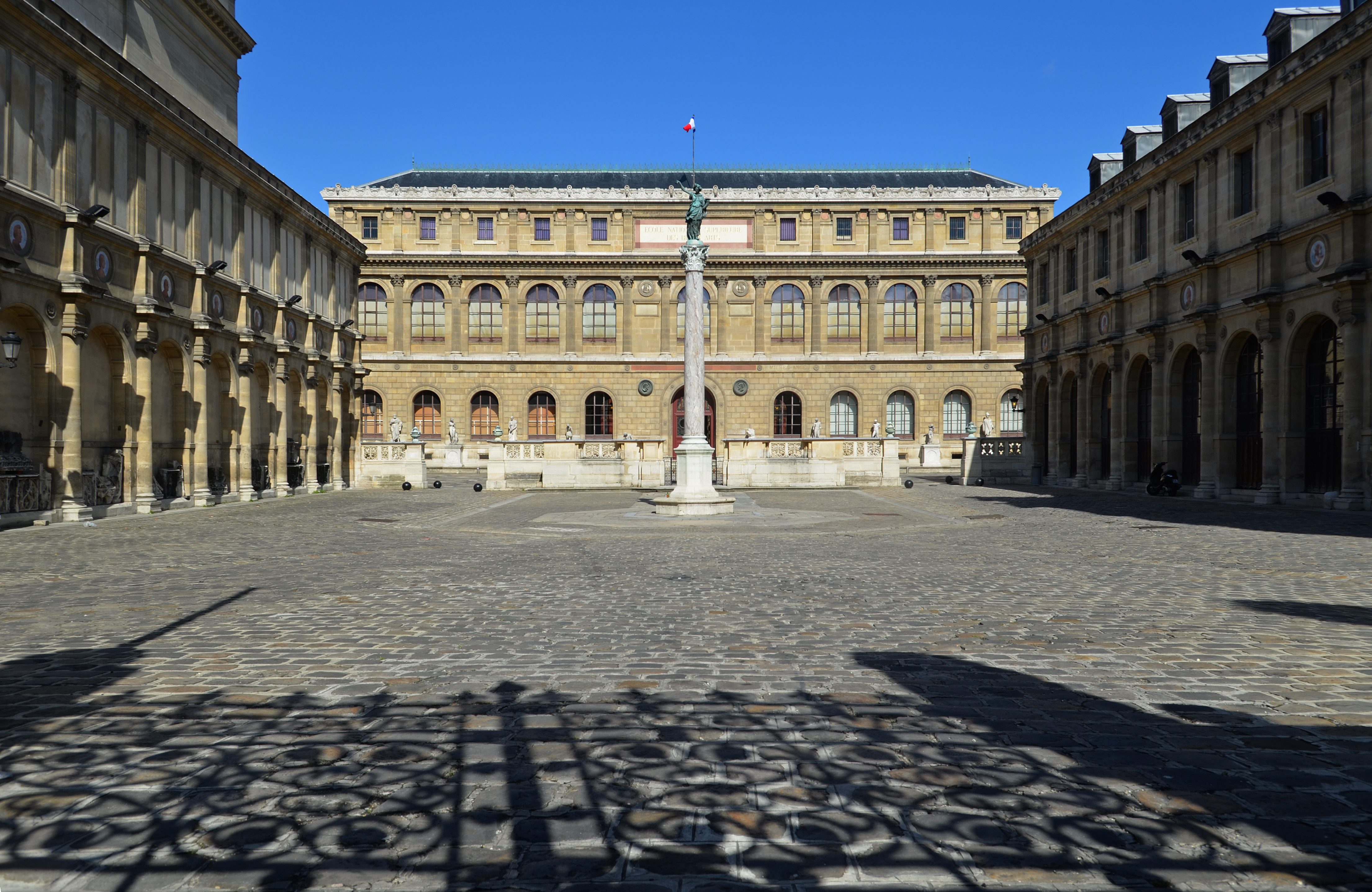
Дворец исследований

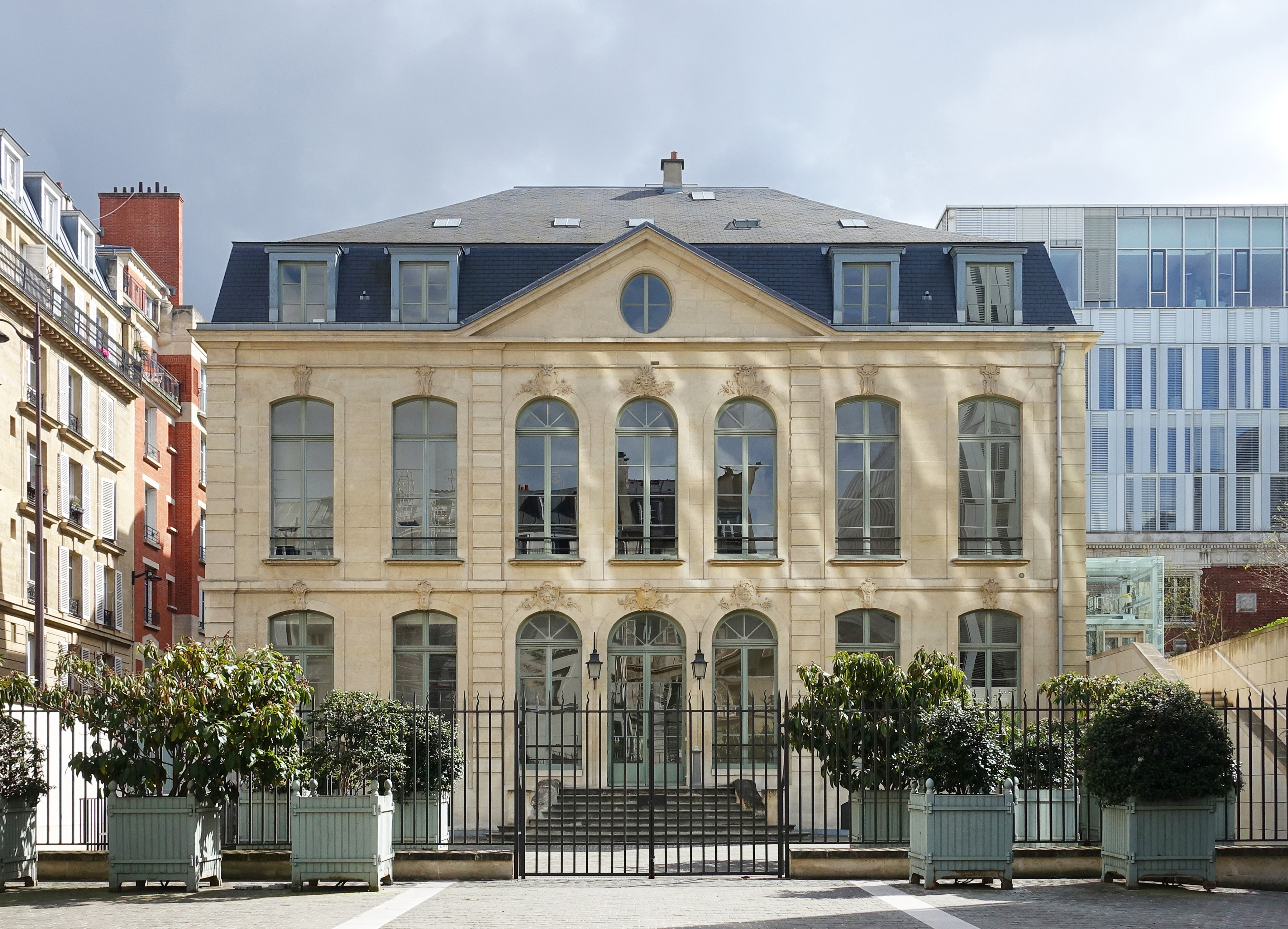
Отель Шуазель-Прален

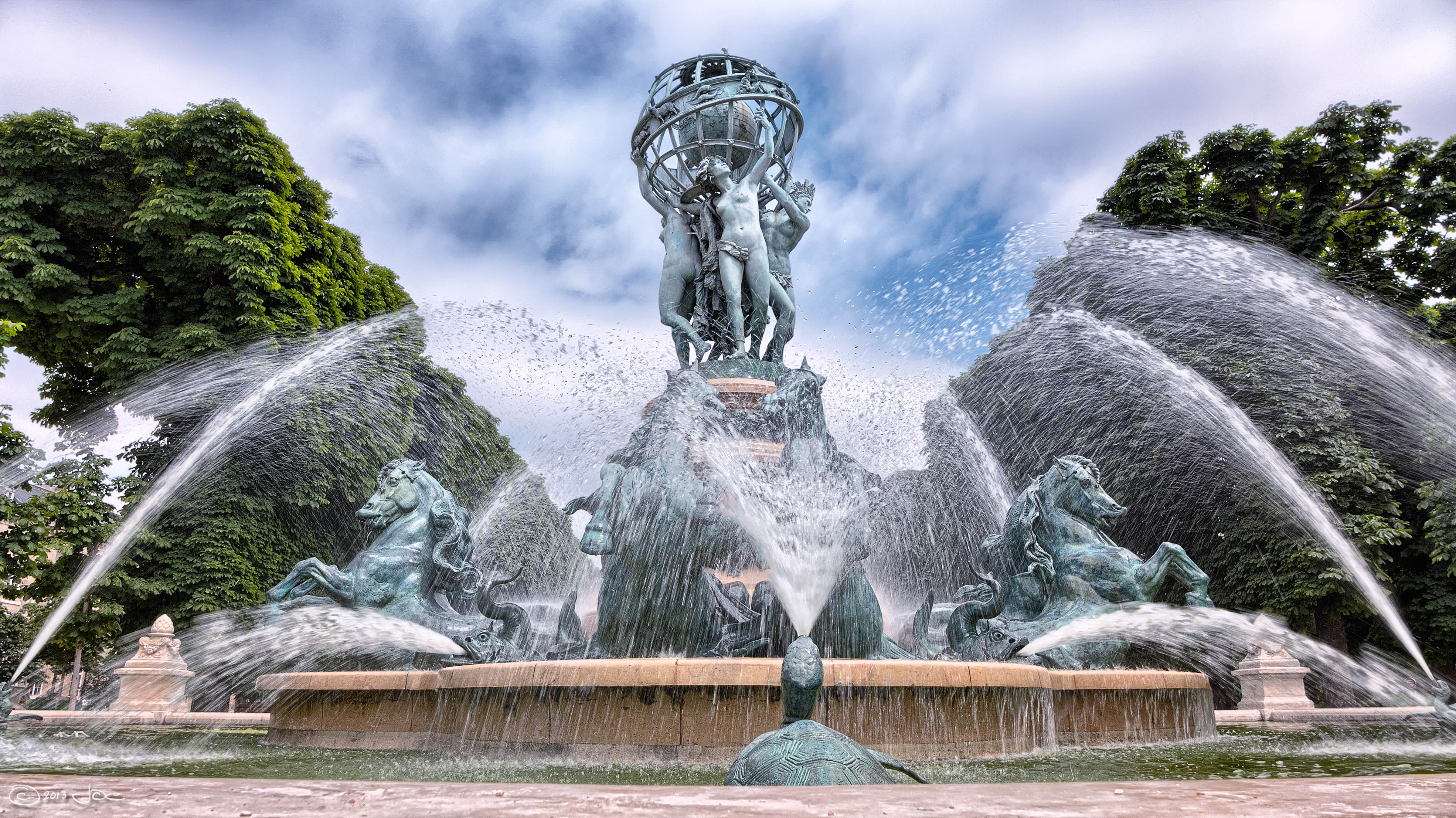
Фонтан четырех частей света

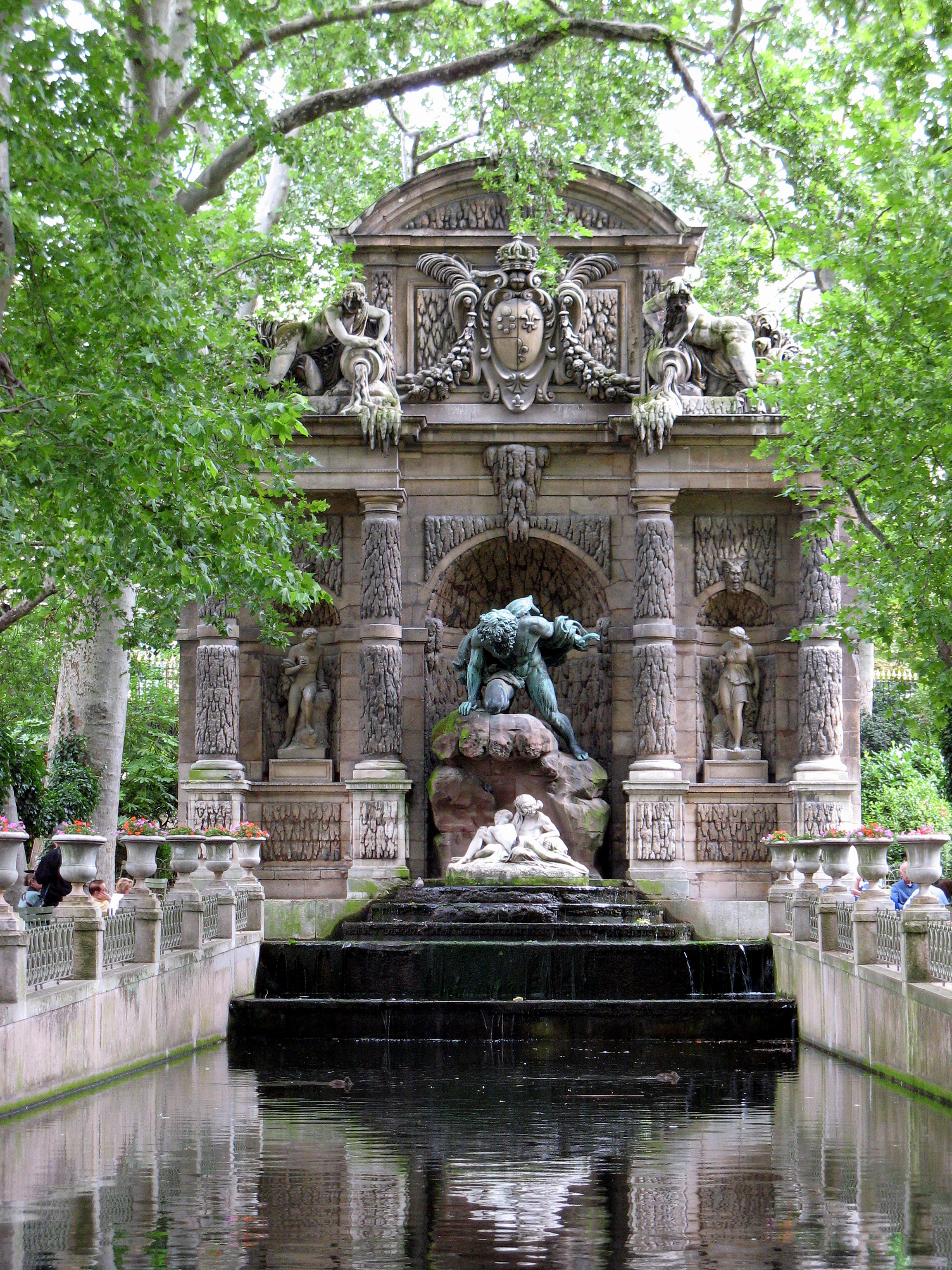
Фонтан Медичи

### Дворцы и особняки
- Люксембургский дворец
- Малый Люксембург
- Дворец исследований[фр.]
- Отель Монне[фр.]
- Отель Л’Аверди[фр.]
- Отель Шуазель-Прален[фр.]
- Отель Шимэ[фр.]
- Отель Вандом
- Отель дю Тийе де ла Бюссьер[фр.]
- Отель Бон[фр.]
- Отель Ротембург[фр.]
- Отель Бранкас[фр.]
- Отель Шамбон[фр.]
- Отель Дрё-Брезе[фр.]
- Отель Эркюль[фр.]
- Отель Сурдеак[фр.]
- Отель Трансильвания[фр.]
- Особняк аббатов Фекана[фр.]

### Храмы
- Церковь Сен-Сюльпис
- Церковь Нотр-Дам-де-Шан[фр.]
- Церковь Сен-Жозеф-де-Карм[фр.]
- Церковь Святого Игнатия[фр.]
- Аббатство Сен-Жермен-де-Пре
- Монастырь Кордельеров[фр.]
- Часовня Сен-Венсан-де-Поль[фр.]
- Часовня сестёр-помощниц[фр.]
- Украинский собор Святого Владимира
- Люксембургский протестантский храм[фр.]

### Парки и сады
- Люксембургский сад
- Сад великих исследователей[фр.]
- Эспланада Гастона Моннервиля[фр.]
- Сад Армана Давида[фр.]
- Сквер Лорана Праша[фр.]
- Сквер Феликса Дерюэля[фр.]
- Сквер Габриеля Пьерне[фр.]
- Сквер Тараса Шевченко[фр.]
- Сквер Антуана-Фредерика Озанама[фр.]
- Сквер Оноре Шампьона[фр.]
- Сквер Франсиса Пуленка[фр.]
- Семинарская аллея[фр.]

### Фонтаны
- Фонтан Медичи
- Фонтан Леда
- Фонтан четырех частей света[фр.]
- Фонтан Сен-Мишель[фр.]
- Фонтан Сен-Сюльпис[фр.]
- Палатинский фонтан[фр.]
- Пасторальный фонтан[фр.]
- Фонтан мира[фр.]
- Фонтан на улице Шерше-Миди[фр.]
- Фонтан бассейна Суффло[фр.]
- Фонтан Марше-о-Карм[фр.]
- Фонтан «Ледяной затор»[фр.]

### Мосты
- Мост Сен-Мишель
- Новый мост
- Мост Искусств
- Мост Каррузель

### Рестораны и кафе

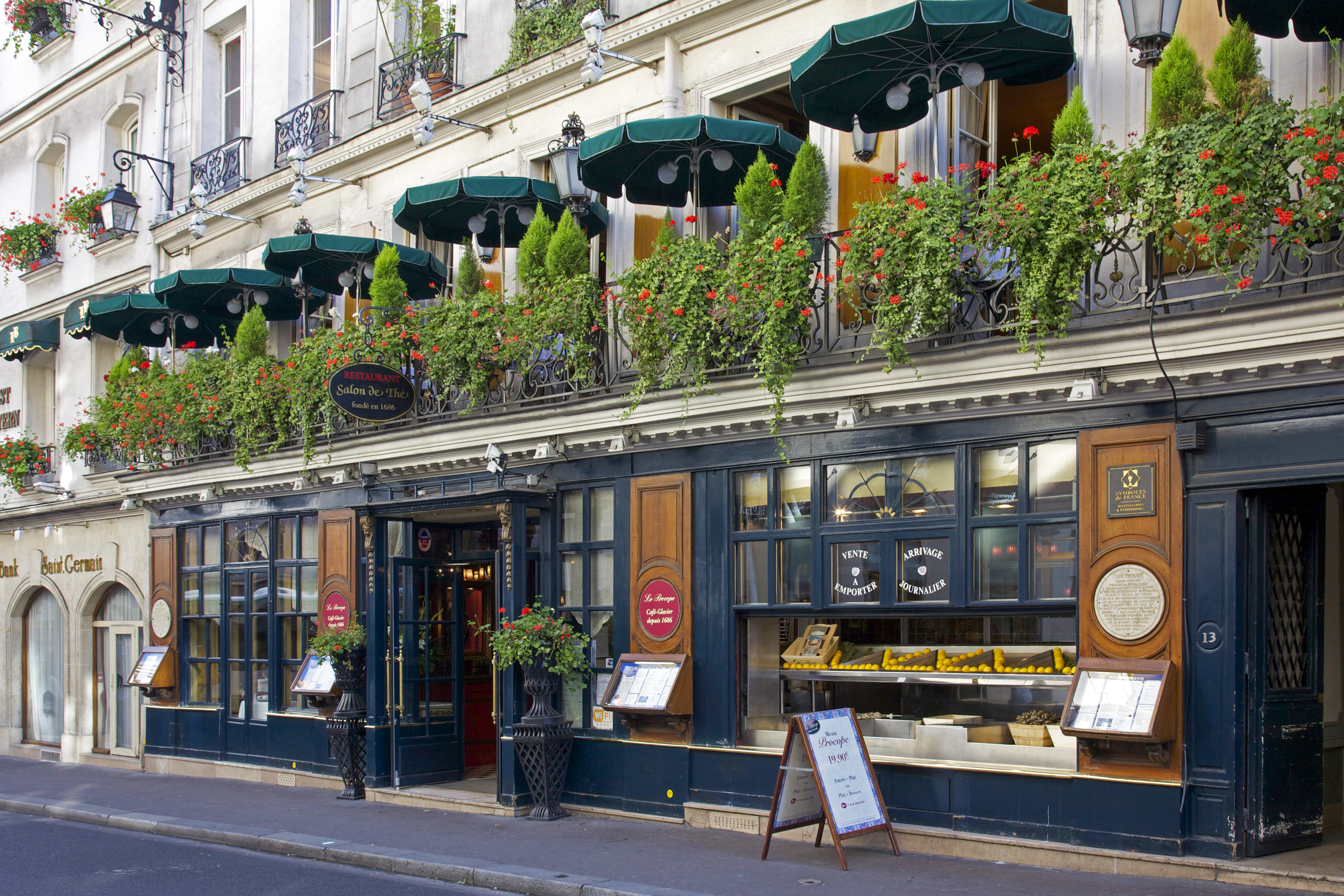
Кафе «Прокоп»

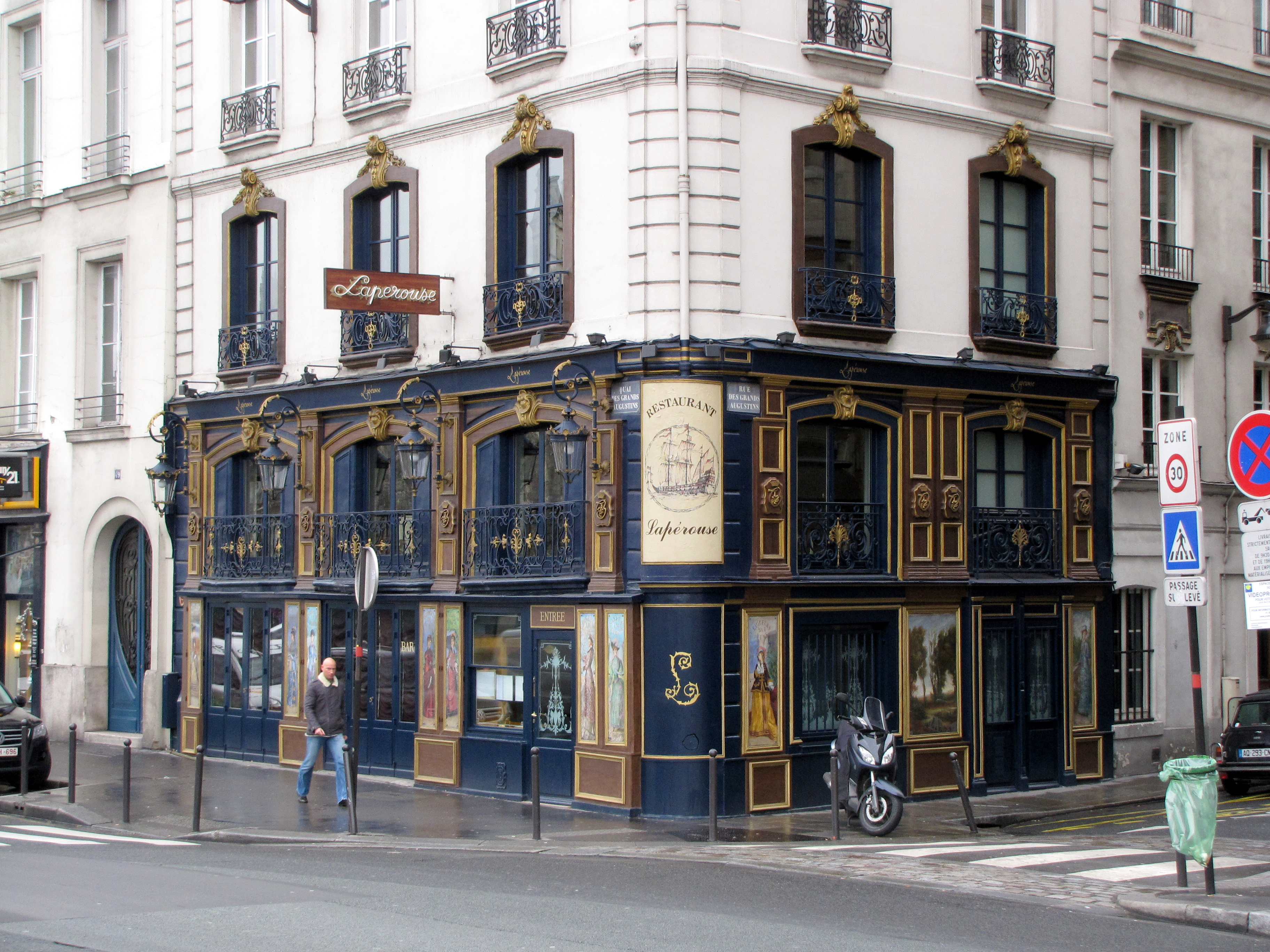
Ресторан «Лаперуз»

- Кафе Прокоп
- Кафе де Флор
- Кафе Дё Маго
- Кафе Клозери де Лила
- Кафе Ротонда
- Кафе La Palette[фр.]
- Кафе де Бюси[фр.]
- Ресторан Polidor[фр.]
- Ресторан Лаперуз[фр.]
- Ресторан Bouillon Racine[фр.]
- Ресторан Кастель[фр.]
- Брассери Липп
- Брассери Le Select[фр.]

### Другие
- Фрагменты крепостной стены Филиппа Августа
- Эротический театр ChoChotte[фр.]
- Музыкальный магазин Gibert Joseph[фр.]
- Книжный магазин Tschann[фр.]
- Польский книжный магазин[фр.]
- Монументальный портик Жюля Кутана[фр.]
- Скульптура Кентавр[фр.]
- Скульптура Республика[фр.]
- Монумент Франсису Гарнье[фр.]

## Здравоохранение

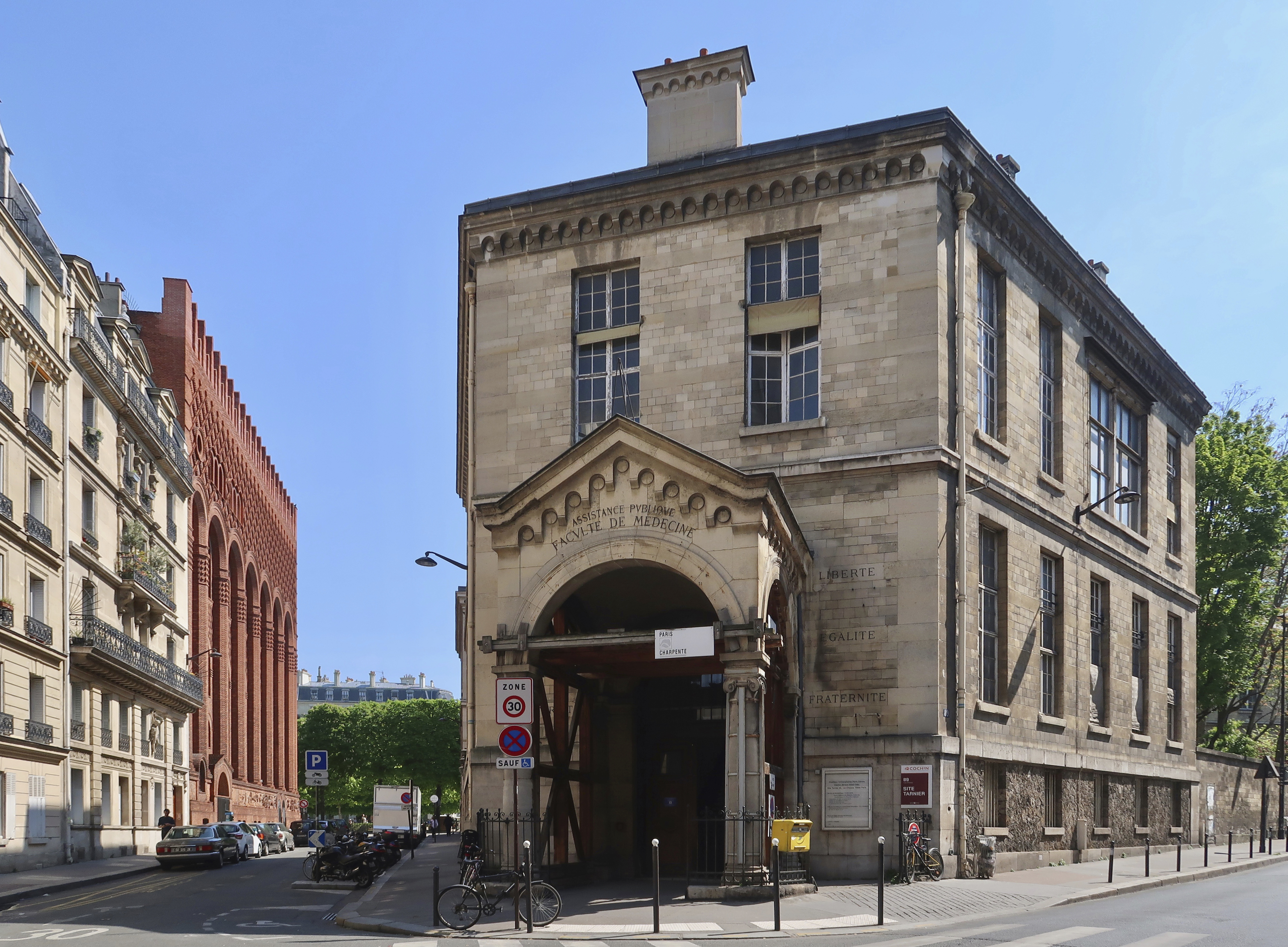
Больница Тарнье

- Больница Тарнье[фр.]

## В искусстве
В VI округе Парижа происходили съёмки следующих фильмов и сериалов: «Через Париж» (1956), «Спиной к стене» (1958), «Жижи» (1958), «Обманщики» (1958), «На последнем дыхании» (1960), «Любите ли вы Брамса?» (1961), «Клео от 5 до 7» (1962), «Блуждающий огонёк» (1963), «Ландрю» (1963), «Последнее танго в Париже» (1972), «Приключения раввина Якова» (1973), «И слоны бывают неверны» (1976), «Досье на 51-го» (1978), «Укол зонтиком» (1980), «Неукротимый» (1983), «Одиночка» (1987), «Камилла Клодель» (1988), «Любовники с Нового моста» (1991), «Эпоха невинности» (1993), «Бельфегор — призрак Лувра» (2001), «Секс в большом городе» (2003), «Мост искусств» (2004), «Ангел-А» (2005), «Джули и Джулия» (2009), «Из Парижа с любовью» (2010), «Турист» (2010), «Любовь живёт три года» (2011), «Лето. Одноклассники. Любовь» (2012), «Иллюзия обмана» (2013), «Анна» (2019), «Месье Азнавур» (2024), «Падение Парижа» (2024).